# (10895) Aynrand
(10895) Aynrand ist ein Asteroid des Hauptgürtels, der am 11. Oktober 1997 vom US-amerikanischen Amateurastronomen George R. Viscome am Rand-Observatorium (IAU-Code 816) im Franklin County im Nordosten des Bundesstaats New York entdeckt wurde.
Der Asteroid wurde nach der in Russland geborenen amerikanischen libertären Bestseller-Autorin Ayn Rand (1905–1982) benannt, deren sozialkritische Romane The Fountainhead und Atlas Shrugged zu Welterfolgen wurden.